# Nekrolog 1318
Nekrolog
◄◄
| ◄
| 1314
| 1315
| 1316
| 1317
| 1318 | 1319 | 1320 | 1321 | 1322 | ► | ►►
Weitere Ereignisse | Allgemeiner Nekrolog 1318
Die Beschreibung der verstorbenen Person sollte so kurz wie möglich gehalten sein und nur deren signifikante Tätigkeit(en) enthalten.
Neue Namen ggf. auch unter dem Geburts- und Sterbedatum, also etwa unter 1. Januar und im Geburts- und Sterbejahr (2024) eintragen (nur bei entsprechender großer Wichtigkeit). Für Beispiele siehe die schon vorhandenen Artikel.
Außerdem über die fünf zuletzt Verstorbenen, zu denen es einen ausreichend guten Artikel für eine Präsentation auf der Hauptseite gibt, nach der todesbedingten Überarbeitung der Artikel ggf. auch unter Wikipedia Diskussion:Hauptseite informieren und sie am besten auch in den anderen Wikipedia-Sprachversionen eintragen. Tipp: Regelmäßig bei news.google.de nach „ist tot“, „gestorben“ oder „verstorben“ suchen.
Wenn eine Person gestorben ist, gibt es viele Seiten zu dieser Person in der Wikipedia, die davon auch betroffen sind und entsprechend aktualisiert werden müssen. Beispiele: Namenübersichtsseite, Geburtsjahr, Geburtsort-Seiten und viele mehr.
Wie finde ich die betroffenen Seiten?
Im Suchfeld auf der linken Seite gibt man den Suchbegriff so ein: „Vorname Nachname“. Dann klickt man auf Volltext und alle Seiten mit entsprechendem Suchtext werden aufgerufen. Hier sieht man dann schnell, wo auch das Todesjahr Sinn macht oder sogar ein Teil des Artikels angepasst werden muss. Auch hilft das „Werkzeug“ auf der linken Seite sehr gut, um solche Seiten aufzufinden: „Links auf diese Seite“. Somit ist die Wikipedia wieder aktuell in allen Bereichen! Hinweis: bei Eintragung der Kategorie „Gestorben JAHR“ wird der Missbrauchsfilter 49 ausgelöst, was jedoch nicht schlimm ist. Siehe: Spezial:Missbrauchsfilter/49
Dies ist eine Liste von im Jahr 1318 verstorbenen bekannten Persönlichkeiten. Die Einträge erfolgen innerhalb der einzelnen Daten alphabetisch sortiert. Tiere sind im Nekrolog für Tiere zu finden.

## Januar
| Tag        | Name                | Beruf, bekannt als                                | Alter | Beleg |
| ---------- | ------------------- | ------------------------------------------------- | ----- | ----- |
| 17. Januar | Erwin von Steinbach | deutscher Baumeister                              |       |       |
| 27. Januar | Konrad I. Zobel     | Abt des Benediktinerklosters in Münsterschwarzach |       |       |

## Februar
| Tag         | Name                      | Beruf, bekannt als                         | Alter | Beleg |
| ----------- | ------------------------- | ------------------------------------------ | ----- | ----- |
| 10. Februar | Emmerich von Schöneck     | Bischof von Worms                          |       |       |
| 14. Februar | Heinrich I.               | Markgraf der Mark Brandenburg              | 61    |       |
| 14. Februar | Margarethe von Frankreich | Königin von England                        |       |       |
| 16. Februar | Waldemar Magnusson        | schwedischer Prinz und Herzog von Finnland |       |       |

## März
| Tag      | Name                   | Beruf, bekannt als                           | Alter | Beleg |
| -------- | ---------------------- | -------------------------------------------- | ----- | ----- |
| 14. März | Wulfing von Stubenberg | Bischof von Lavant, Fürstbischof von Bamberg |       |       |

## Mai
| Tag     | Name                              | Beruf, bekannt als                   | Alter | Beleg |
| ------- | --------------------------------- | ------------------------------------ | ----- | ----- |
| 10. Mai | Richard de Clare, Lord of Thomond | De Clare, Richard, 1. Baron de Clare |       |       |

## Juni
| Tag      | Name                           | Beruf, bekannt als                                                              | Alter | Beleg |
| -------- | ------------------------------ | ------------------------------------------------------------------------------- | ----- | ----- |
| 13. Juni | Elisabeth von Bussnang         | deutsche Äbtissin                                                               |       |       |
| 23. Juni | Gilles I. Aycelin de Montaigut | Erzbischof von Narbonne und Rouen; Berater des französischen Königs Philipp IV. |       |       |

## Juli
| Tag      | Name                        | Beruf, bekannt als                                                               | Alter | Beleg |
| -------- | --------------------------- | -------------------------------------------------------------------------------- | ----- | ----- |
| 13. Juli | Heinrich II. von Woldenberg | Bischof von Hildesheim (1310–1318)                                               |       |       |
| 26. Juli | Nikolaus I.                 | Herzog von Troppau, Hauptmann von Krakau und Sandomir, Statthalter von Großpolen |       |       |

## August
| Tag                 | Name                  | Beruf, bekannt als                           | Alter | Beleg |
| ------------------- | --------------------- | -------------------------------------------- | ----- | ----- |
| 14. August          | Giacomo Colonna       | römischer Geistlicher, Kardinal und Adeliger |       |       |
| 19. August          | Gerhard von Bevar     | Bischof von Konstanz                         |       |       |
| 20. August          | Otto IV.              | Graf aus dem Geschlecht Weimar-Orlamünde     |       |       |
| 14. oder 24. August | Sophia von Landsberg  | Ehefrau des Staufers Konradin                |       |       |
| 24. August          | Richard Newport       | englischer Geistlicher                       |       |       |
| 30. August          | Michel du Bec-Crespin | Kardinal                                     |       |       |

## September
| Tag           | Name                         | Beruf, bekannt als                                                                | Alter | Beleg |
| ------------- | ---------------------------- | --------------------------------------------------------------------------------- | ----- | ----- |
| 22. September | Albrecht II.                 | Herzog zu Braunschweig-Lüneburg war Fürst von Braunschweig-Wolfenbüttel-Göttingen |       |       |
| 29. September | Imagina von Isenburg-Limburg | Gräfin von Nassau, römisch-deutsche Königin                                       |       |       |

## Oktober
| Tag         | Name         | Beruf, bekannt als                                                | Alter | Beleg |
| ----------- | ------------ | ----------------------------------------------------------------- | ----- | ----- |
| 14. Oktober | Edward Bruce | Hochkönig von Irland und Bruder des schottischen Königs Robert I. |       |       |
| 14. Oktober | John Soulis  | schottischer Ritter                                               |       |       |

## November
| Tag          | Name                  | Beruf, bekannt als                                               | Alter | Beleg |
| ------------ | --------------------- | ---------------------------------------------------------------- | ----- | ----- |
| 4. November  | Raschīd ad-Dīn        | persischer Wesir                                                 |       |       |
| 22. November | Michail Jaroslawitsch | Großfürst von Twer und Wladimir aus dem Geschlecht der Rurikiden |       |       |
| 25. November | Philipp von Ibelin    | Seneschall von Zypern                                            |       |       |
| 29. November | Frauenlob             | mittelhochdeutscher Minnesänger und Sangspruchdichter            |       |       |

## Datum unbekannt
| Tag | Name                          | Beruf, bekannt als                                                          | Alter | Beleg |
| --- | ----------------------------- | --------------------------------------------------------------------------- | ----- | ----- |
|     | Abu Hammu I. Musa             | Sultan der Abdalwadiden in Algerien (1308–1318)                             |       |       |
|     | Abdiso bar Brika              | armenischer Schriftsteller und nestorianischer Bischof                      |       |       |
|     | Johannes II. Dukas            | griechischer Herrscher von Thessalien, Enkel von Johannes I. Dukas Komnenos |       |       |
|     | Egino II.                     | Graf von Freiburg (1271–1316)                                               |       |       |
|     | Erik Magnusson                | schwedischer Herzog                                                         |       |       |
|     | Heinrich                      | Markgraf von Hachberg-Sausenberg                                            |       |       |
|     | Llywelyn Bren                 | walisischer Adliger und Rebellenführer                                      |       |       |
|     | Thomas Komnenos Dukas Angelos | Despot von Epiros                                                           |       |       |